# Glasögonsparvduva
Glasögonsparvduva (Metriopelia ceciliae) är en fågel i familjen duvor inom ordningen duvfåglar.

## Utbredning och systematik
Glasögonsparvduva delas in i tre underarter:
- M. c. ceciliae – förekommer i Anderna i västra Peru
- M. c. obsoleta – förekommer i norra Peru (i övre delarna av Marañóndalen)
- M. c. zimmeri – förekommer i Anderna från sydligaste Peru till Bolivia, nordvästra Argentina och norra Chile

## Status
Arten har ett stort utbredningsområde och beståndet anses stabilt. Internationella naturvårdsunionen IUCN listar den därför som livskraftig (LC).

## Namn
Franske naturforskaren René Lesson som beskrev arten 1845 hedrade med det vetenskapliga namnet ceciliae sin förstfödda dotter Cécile Estelle Atala Gautrau som avled tidigare samma år.